# Dolores, Zacatecas
Dolores är en ort i Mexiko.   Den ligger i kommunen Ojocaliente och delstaten Zacatecas, i den centrala delen av landet, 500 km nordväst om huvudstaden Mexico City. Dolores ligger 2 093 meter över havet och antalet invånare är 101.
Terrängen runt Dolores är platt österut, men västerut är den kuperad. Runt Dolores är det ganska tätbefolkat, med 58 invånare per kvadratkilometer. Närmaste större samhälle är Trancoso, 15,8 km norr om Dolores. Omgivningarna runt Dolores är i huvudsak ett öppet busklandskap.